# 济马区
济马区（俄语：Зиминский район）是俄罗斯联邦伊尔库茨克州下辖的一个区，其行政中心为济马。据2016年统计，该区的人口为13481人。